# My War (canción)
«My War» (僕の戦争 Boku no Sensō?) es un sencillo de la banda japonesa Shinsei Kamattechan. Fue lanzado el 22 de febrero de 2021 por Pony Canyon.

## Antecedentes y lanzamiento
«My War» es el décimo quinto sencillo y el sexto como edición limitada de Shinsei Kamattechan, después de «Mainichi ga News» (2019). Se utilizó como tema de apertura de la cuarta temporada de Shingeki no Kyojin. Es la segunda canción utilizada en el anime después de «Yūgure no Tori» (2017). Al igual que «Yūgure no Tori», la portada de «My War» fue dibujada por Hajime Isayama, el creador de Shingeki no Kyojin. En ella se encuentra una niña con un rifle, vestida de manera escolar y parada en el medio de un aula. En una entrevista con el sitio web Natalie, Isayama dijo: «Como fiel fan de Shinsei Kamattechan, estoy muy feliz de ver la canción de apertura compuesta por ellos».
En una entrevista con Natalie, Noko, integrante de la banda, dijo que «'My War' es una canción que mezcla todos los estilos de Shinsei Kamattechan, incluidos los intensos, profundos y sutiles, rockeros y hermosos. Y debido al gran presupuesto dado por adelantado por el productor, pudo incorporar la codiciada sinfonía a la canción». Noko dijo más tarde que Isayama tenía muchas cosas en común con la banda, así que al igual como «Yūgure no Tori», fue fácil lograr esta colaboración, y también estaba relacionada con el estilo oscuro de la última temporada de Shingeki no Kyojin. El cantante reveló que el confinamiento por la Pandemia de COVID-19 en Japón también afectó el género de «My War». Indicó que estaba en un estado de inestabilidad mental y emocional en 2020, pero señaló que fue beneficioso y se reflejó en el resultado de su trabajo. Con respecto a algunas palabras de la canción, Noko negó en una transmisión en vivo que hubiesen palabras en español como especulaba la audiencia extranjera. Además, declaró que al final tampoco decía la palabra «monster».
La fecha de lanzamiento de «My War» no se anunció con anticipación, pero se lanzó sin previo aviso el 6 de diciembre de 2020, el día en que se transmitió el primer episodio del anime. Posteriormente, Shinsei Kamattechan interpretó esta canción por primera vez en Net Generation 20 celebrada en LIQUIDROOM en el distrito de Shibuya, Tokio el 27 del mismo mes.

## Recepción
La melodía tóxica de «My War» y el género lírico que coincide con la visión del mundo de Shingeki no Kyojin lo convirtieron en un tema candente. El videoclip de la versión de TV obtuvo más de 1 millón de visitas en su primer día de lanzamiento y en Spotify obtuvo 15 millones de reproducciones.

## Lista de canciones
| My War - Versión de TV |                               |          |  |
| N.º                    | Título                        | Duración |  |
| 1.                     | «My War (TV size)» (僕の戦争) | 1:30     |  |
| 14:57                  |                               |          |  |

| My War - Versión completa |                         |          |  |
| N.º                       | Título                  | Duración |  |
| 1.                        | «My War» (僕の戦争)     | 4:40     |  |
| 2.                        | «My War» (Instrumental) | 4:40     |  |
| 09:20                     |                         |          |  |

## Posicionamiento en listas
| Lista (2021)                 | Mejor posición |
| ---------------------------- | -------------- |
| Japón (Oricon Singles Chart) | 1              |
| Japón (Heatseekers Songs)    | 1              |